# چرخند گومبه
چرخند گومبه (انگلیسی: Cyclone Gombe) از حدود ۱۰ مارس ۲۰۲۲ بخش‌هایی از ماداگاسکار، موزامبیک و مالاوی را درنوردید و بادهای مخرب و بارش‌های سیل‌آسا را به همراه داشت. چرخند گومبه روز جمعه ۱۸ مارس در استان نامپولا در شمال موزامبیک به عنوان یک طوفان استوایی دسته سه با حداکثر بادهای پایدار حدود ۱۲۰ مایل در ساعت و بارندگی بیشتر از ۱۰۰ میلی‌متر در نقاط مختلف به خشکی رسید.
چرخند گومبه دست‌کم باعث مرگ ۶۲ نفر و تحت تأثیر قرار گرفتن شرایط زندگی بیش از ۴۰۰۰۰۰ نفر در موزامبیک شد. ده‌ها هزار خانه در اثر این چرخند در موزامبیک به شدت آسیب دیدند و صدها هزار خانواده را در سراسر نامپولا بدون برق رها کردند و به هزاران هکتار از محصولات زراعی خسارت وارد کرد و ۲۰۰ میلی‌متر (۸ اینچ) باران در ۲۴ ساعت بارید. جزیره موزامبیک نیز در اثر این چرخند خسارت‌هایی دیده است.